# Бёбинг
Бёбинг (нем. Böbing) — община в Германии, в земле Бавария. 
Подчиняется административному округу Верхняя Бавария. Входит в состав района Вайльхайм-Шонгау.  Население составляет 1765 человек (на 31 декабря 2010 года). Занимает площадь 40,32 км².